# ピーター・ミッタラー (アーチェリー選手)
ピーター・ミッタラー （Peter Mitterer、1947年4月12日生まれ）は、オーストリアのアーチェリーの選手である。彼は、1980年モスクワオリンピックで男子個人競技に出場した。 